# Thờ ngẫu tượng

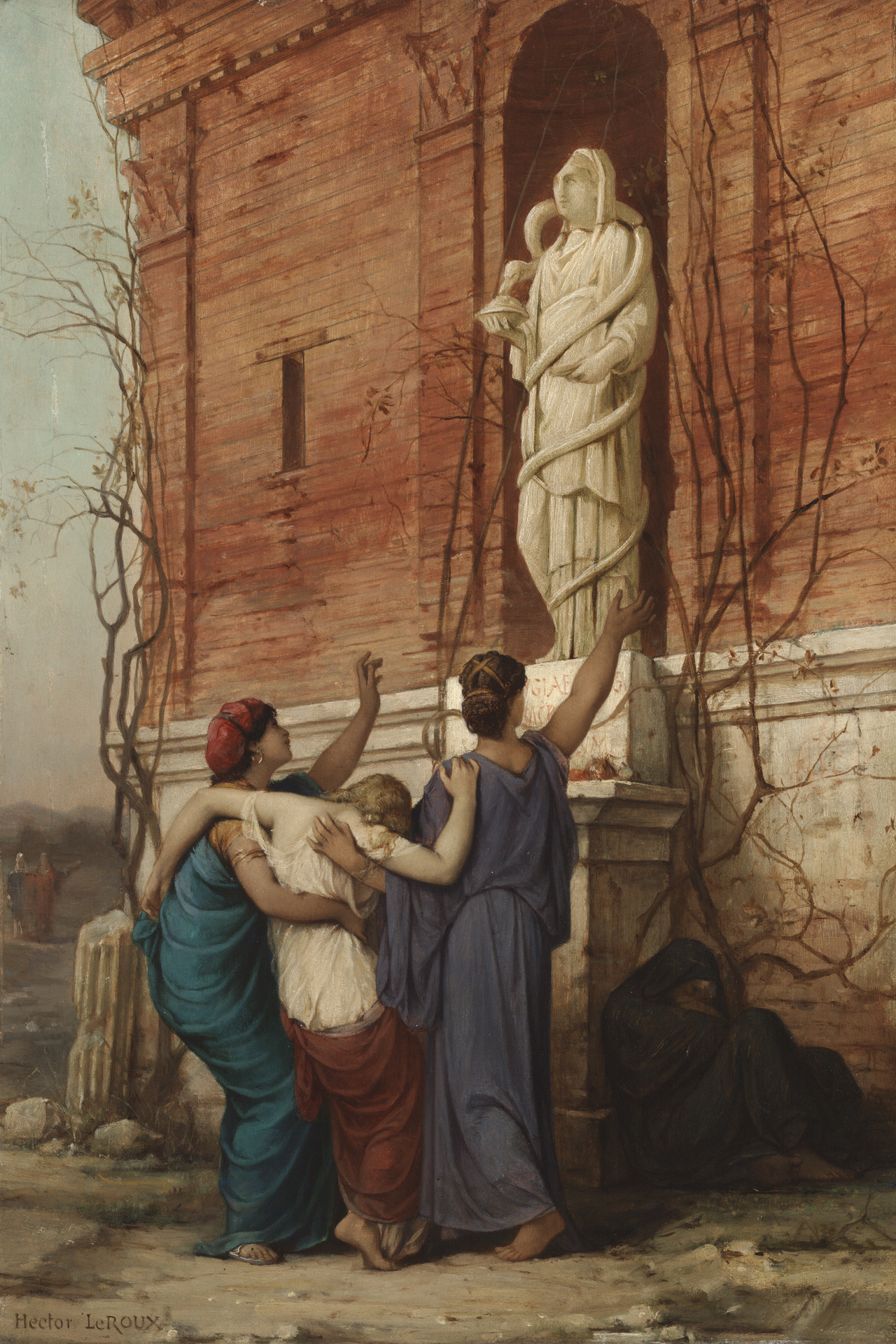
Cầu khấn trước ngẫu tượng

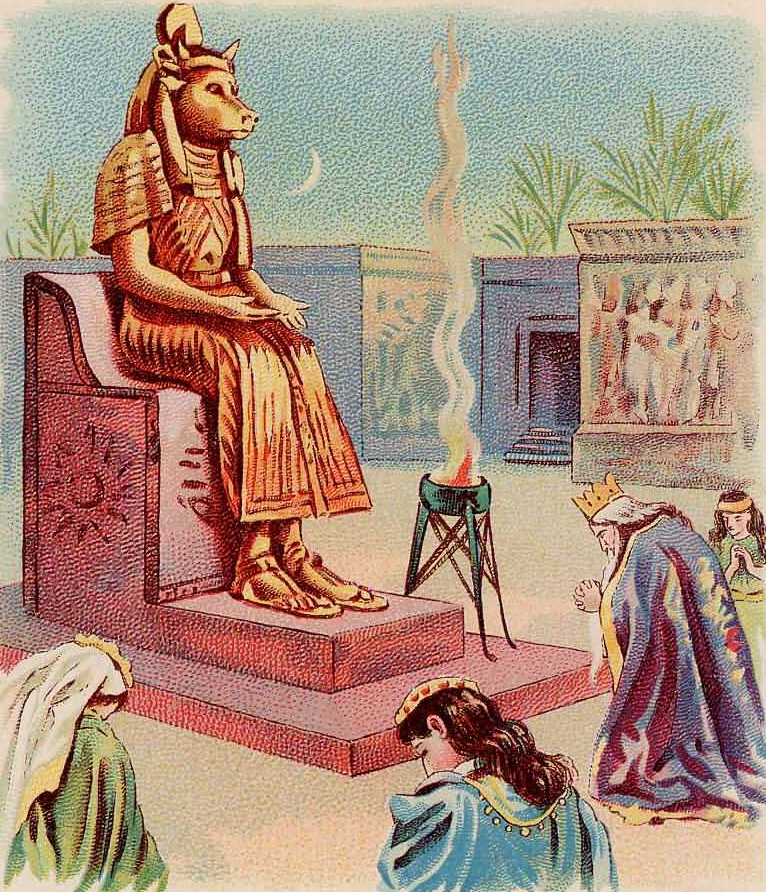
Tội lỗi của Solomon khi đang thờ một pho tượng

Thờ ngẫu tượng (Idolatry) là sự sùng bái, thờ phượng một hình tượng (hình được vẽ hoặc tạc) hoặc "tượng thờ" (tôn tượng) như thể đó là Đấng Tối cao, Đức Chúa trời, hiểu theo nghĩa đen là những bức tượng, đồ vật được tôn sùng, "thiêng hóa", nói chung là hình nhân, hình thù nào đó được tôn làm thần thánh. Vấn đề thờ ngẫu tượng là nguồn gốc của sự bất đồng giữa nhiều tôn giáo, hoặc ngay trong các giáo phái của các tôn giáo khác nhau. Sự phản đối việc sử dụng bất kỳ biểu tượng hoặc hình ảnh nào để thể hiện ý tưởng tôn kính hoặc thờ cúng được gọi là chống việc thờ tượng thần (Aniconism), sự đập bỏ các tôn tượng và hình ảnh như là biểu tượng của sự tôn kính, sự tôn nghiêm từ lâu đã đi kèm với xung đột giữa các nhóm tôn giáo cấm thờ thần tượng và những người đã chấp nhận biểu tượng, hình ảnh và thần tượng để tôn thờ, sùng kính.
Trong nhiều tôn giáo ở Ấn Độ, chẳng hạn như các hình thức thần học và phi thần học của Ấn Độ giáo, Phật giáo và đạo Jain thì tượng thần (Murti) được coi là biểu tượng cho sự tuyệt đối nhưng không phải là sự tuyệt đối, hoặc là biểu tượng cho ý tưởng tâm linh, hay là hiện thân của thần linh. Chúng là một phương tiện để tập trung vào việc theo đuổi và thờ phượng tôn giáo (Bhakti). Trong các tôn giáo truyền thống của Ai Cập cổ đại, Hy Lạp, La Mã, châu Phi, châu Á, châu Mỹ và các nơi khác, sự tôn kính của một hình ảnh hoặc bức tượng đã là một thông lệ, và hình ảnh sùng bái mang ý nghĩa và ý nghĩa khác nhau ở những vùng tôn giáo khác nhau.
Trong các tôn giáo Áp-ra-ham như là Cơ đốc giáo, Hồi giáo và Do Thái giáo thì việc thờ hình tượng có nghĩa là tôn thờ một cái gì đó hoặc một ai đó không phải là Thiên Chúa như thể đó là Thiên Chúa. Trong những tôn giáo này và một số tôn giáo độc thần khác, việc thờ hình tượng đã được coi là "sự thờ phụng các vị thần giả" (עֲבוֹדה זֶרֶה) và bị cấm chỉ nhưng trong những điều răn của Thiên Chúa, bị coi là dị giáo, ngoại đạo. Cách cắt nghĩa về sự thờ ngẫu tượng là một chủ đề gây tranh cãi trong các tôn giáo Áp-ra-ham, với một số người Hồi giáo coi việc sử dụng thánh giá của Kitô giáo như một biểu tượng của Chúa Kitô và của Maria trong một số nhà thờ, như một hình thức thờ hình tượng, các Cơ đốc nhân theo đạo Tin lành lên án việc Công giáo và Chính Thống giáo phương Đông tôn kính Đức Trinh Nữ Maria trong nhiều nhà thờ, vì riêng theo cách lý luận của họ thì đó cũng chính là thờ ngẫu tượng nhưng một số cho rằng khi Giáo hội Công giáo làm phép các ảnh tượng để tôn kính thì chỉ nhằm mục đích giúp các tín hữu, qua các ảnh tượng đó, hướng lòng lên tôn thờ Thiên Chúa và tôn kính các thánh, chứ không phải tôn thờ chính các ảnh tượng đó.